# MI1
Pour les articles homonymes, voir MI1 (homonymie).
Le MI1, British (Army) Military Intelligence, Section 1 est un service de renseignements du War Office (ministère de la Guerre), section du British Directorate of Military Intelligence de l'armée de terre, créé pendant la Première Guerre mondiale.

## Composition du MI1
Pendant la Grande Guerre, le MI1 est divisé en plusieurs sous-sections :
- MI1a : Diffusion des comptes rendus, archivage de renseignement ;
- MI1b : Interception et cryptanalyse[1] ;
- MI1c : Secret Intelligence Service (SIS)
- MI1d : Sécurité des Transmissions
- MI1e : Télégraphie Sans Fil
- MI1f : Personnel et finance ;
- MI1g : Sécurité, manipulation et contre-espionnage.

Le MI1b comprend un bureau C&C (codes et chiffres).
En 1919, le MI1b et la Room 40 (NID25) de la Royal Navy fusionnent en un service inter-armées, le Government Code and Cypher School (GC&CS),, futur Government Communications Headquarters (GCHQ) de Cheltenham.
Oliver Strachey est au  MI1 en 1914-18. Muté, il sert au GC&CS en 1939-45. John Tiltman est détaché au MI1 peu avant la fusion avec Room 40.